# Abatia spicata
Abatia spicata là một loài thực vật có hoa trong họ Liễu. Loài này được (Turcz.) Sleumer mô tả khoa học đầu tiên năm 1938.